# Vườn quốc gia Endeavour River
Vườn quốc gia Endeavour River là một vườn quốc gia ở Queensland, Úc.
Vườn quốc gia này được thành lập để bảo vệ và bảo tồn một số tài nguyên tự nhiên và văn hoá trong và xung quanh miệng của con sông Endeavour ngay phía bắc thị trấn Cooktown. Công viên có cự ly 1.561 ki lô mét (970 dặm) về phía tây bắc của Brisbane.
Các nhà tự nhiên học Joseph Banks và Daniel Solander đã thu thập các mẫu vật của hệ thực vật 'Úc' địa phương vào năm 1770 từ khu vực này đã được đưa trở lại Vườn Bách Thảo Hoàng Gia ở Anh. Sydney Parkinson lần đầu tiên mô tả những người Thổ dân địa phương Úc gặp phải ở gần đó, cộng với thực vật được thu thập và động vật; Và kangaroo được đặt tên tiếng Anh hiện đại (vay từ tiếng Guugu Yimithirr địa phương).
HM Bark Endeavour, dưới sự chỉ huy của Trung tá James Cook, đã tấn công các rạn san hô và được kéo lên bờ để sửa chữa dọc theo con sông nổi tiếng trong Guugu Yimithirr như Wabalumbaal, có thể gần khu vực hiện tại của Cooktown. Dòng sông được đổi tên thành các bảng xếp hạng của James Cook khi sông Endeavour, sau khi Endeavour, và Vườn Quốc gia hiện tại xuất hiện, được đặt tên theo con sông (mặc dù tên này không phải là tên địa điểm đăng ký chính thức).
Vườn quốc gia hiện nay có các đụn cát ven biển, đất ngập nước ngọt, rừng ngập mặn, rừng nhiệt đới, vùng rừng nhiệt đới và cửa sông cùng với các phần của lưu vực sông Endeavour. Hầu hết thuyền có thể tiếp cận bằng thuyền, và vẫn có các loài thực vật và động vật thuộc loại đã được thu thập và minh hoạ vào năm 1770.